# José Ron
José Ron   (Guadalajara, 6 d'agost de 1981)és un actor mexicà. Conegut per ser protagonista en famoses telenovel·les o sèries de produccions mexicanes, com Juro que te amo, Los exitosos Pérez, La que no podía amar, La mujer del Vendaval i Muchacha italiana viene a casarse.
Ron és fill de Rómula Vásquez Castro i Jacinto Ron Rodríguez. Té tres germans anomenats Daniel Vásquez, Alejandro Vásquez i Julio Vásquez.

## Biografia
José Ron va deixar la seva ciutat natal de Guadalajara als 18 anys per estudiar interpretació al "Centro de Actuación de Televisa". Ron va començar la seva carrera com a actor l'any 2004 a la telenovel·la Mujer de madera amb Edith González, Ana Patricia Rojo, Jaime Camil i Gabriel Soto. L'any 2005 va participar en la sèrie de televisió Bajo el mismo techo, on va aparèixer en 11 capítols. El 2006 va participar en la tercera temporada de la telenovel·la Rebelde on va interpretar a Enzo. En aquesta telenovel·la va compartir crèdits amb Maite Perroni, Dulce María, Anahí, Christian Chávez i Alfonso Herrera. L'any 2006, Ron va ser un dels protagonistes de la telenovel·la Código postal, en la qual va destacar més com a actor. El 2007, va tenir un paper recurrent a la telenovel·la Muchachitas como tú. El 2008, va debutar com a protagonista a la telenovel·la Juro que te amo on va compartir crèdits amb Ana Brenda Contreras. El 2010, va rebre diversos reconeixements per les seves participacions a la telenovel·la Los exitosos Pérez, Locas de amor i Cuando me enamoro.

## Trajectòria

### Telenovel·les
| Any       | Telenovel·la                      | Personatge                           |
| --------- | --------------------------------- | ------------------------------------ |
| 2022      | La mujer del Diablo               | Cristo Beltran                       |
| 2021      | La desalmada                      | Rafael Toscano                       |
| 2020      | Te doy la vida                    | Pedro Garrido                        |
| 2020      | Rubí                              | Alejandro Cárdenas                   |
| 2019      | Ringo                             | Juan José Ramírez Rojas, «Ringo»     |
| 2018      | Por amar sin ley                  | Ramón Valdez                         |
| 2017      | Enamorándome de Ramón             | Ramón López Ortiz                    |
| 2015-2016 | Simplemente María                 | Alejandro Rivapalacio Landa          |
| 2014-2015 | Muchacha italiana viene a casarse | Pedro Ángeles                        |
| 2012-2013 | La mujer del Vendaval             | Alessandro Augusto Casteló Berrocal  |
| 2011-2012 | La que no podía amar              | Gustavo Durán                        |
| 2010-2011 | Cuando me enamoro                 | Matías Monterrubio                   |
| 2009-2010 | Los exitosos Pérez                | Tomás Arana                          |
| 2008-2009 | Juro que te amo                   | José María Aldama                    |
| 2007      | Muchachitas como tú               | Jorge                                |
| 2006-2007 | Código postal                     | Patricio González de la Vega Mendoza |
| 2004-2006 | Rebelde                           | Enzo                                 |
| 2004-2005 | Mujer de madera                   | Adrián                               |

### Sèries de televisió
- Tiempo final (2009) - Episodio - El funeral ........ Martín Arismendi
- Locas de amor (2009).... Marcos
- Bajo el mismo techo (2005).... Eugenio

### Teatre
- Godspell (2014).... Jesús
- Perfume de Gardenia (2013).... Miguel Ángel

## Premis i Reconeixaments

### Premis TVyNovelas
| Any  | Categoria               | Telenovel·la          | Resultat  |
| ---- | ----------------------- | --------------------- | --------- |
| 2020 | Millor Actor Protagònic | Ringo                 | Guanyador |
| 2018 | Millor Actor Protagònic | Enamorándome de Ramón | Nominat   |
| 2012 | Millor Actor Co-Estelar | La que no podía amar  | Guanyador |
| 2010 | Millor Actor Juvenil    | Los exitosos Pérez    | Guanyador |
| 2009 | Millor Actor Juvenil    | Juro que te amo       | Nominat   |

### Premis Juventut
| Any  | Categoria                   | Telenovel·la                      | Resultat |
| ---- | --------------------------- | --------------------------------- | -------- |
| 2016 | El meu protagonista favorit | Muchacha italiana viene a casarse | Nominat  |
| 2014 | ¡Está buenísimo!            | La mujer del Vendaval             | Nominat  |

### TV Adicto Golden Awards
| Any  | Categoria                   | Telenovel·la                      | Resultat  |
| ---- | --------------------------- | --------------------------------- | --------- |
| 2012 | Millor Parella              | La mujer del vendaval             | Guanyador |
| 2014 | Millor Protagonista Masculí | Muchacha italiana viene a casarse | Guanyador |
| 2019 | Millor Protagonista Masculí | Ringo                             | Guanyador |
| 2020 | Millor Protagonista Masculí | Te doy la vida                    | Guanyador |

### Presea Luminaria d'Or 2019
- Reconeixement per exercici a: José Ron, por Ringo.